# ユーロビジョン・ソング・コンテスト1958
ユーロビジョン・ソング・コンテスト1958こと第3回ユーロビジョン・ソング・コンテスト(Grand Prix Eurovision de la Chanson Européenne 1958/オランダ語:Eurovisiesongfestival 1958)は1958年3月12日（水曜日）にオランダ・北ホラント州・ヒルフェルスムのAVRO(ラジオ放送総連合会)スタジオで開催された。
製作は、ntsオランダ・テレビ・サービス（現NOSオランダ放送協会）。プレゼンターはハニー・リップス。彼女はオランダ語だけでなく英語とフランス語も使用した。

## 参加国及び放送ネットワーク

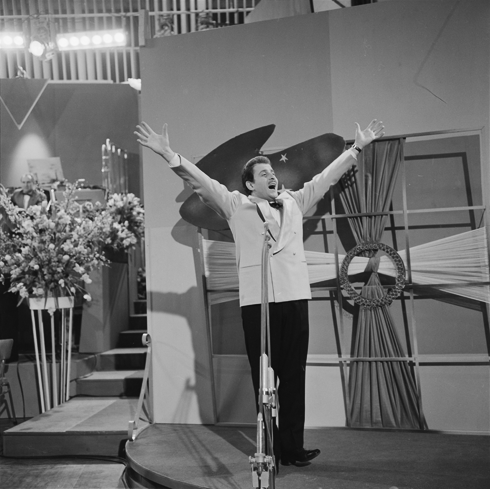
ドメニコ・モドゥーニョ

出場国10か国、11社ネットワーク。
スウェーデンが新規参入しスウェーデン・ラジオ・テレビで放送開始した。一方、イギリスはエントリー期限を逃し、2回目の欠場となり、英国放送協会(BBC)は放送も中止した。。このため1956年同様、英語曲のないコンテストとなった。
- (3)　NTS オランダ・テレビ協会

- (1)　SRスウェーデン放送

- (2)　SRデンマーク国営放送
- (2)　オーストリア放送協会

- (3)　ドイツ公共放送連盟 (ドイツTV1)
- (3)　
  - NIRベルギー国営放送協会オランダ語放送
  - INRベルギー国営放送協会フランス語放送
- (3)　CLT テレ・ルクセンブルク
- (3)　RTFフランス国営放送
- (3)　スイス放送協会(tsrテレヴィジオン・スイス・ロマンド,DSRシュヴァイツアー放送テレビ)
- (3)　イタリア放送協会 (国民テレビ)

( )内数字は出場回数

## 通信障害と「ヴォラーレ」のヒット
この大会では、通信障害が発生した。トップバッターであるイタリアのドメニコ・モドゥーニョの歌「ヴォラーレ」が、数カ国に中継することができなかった。そのため、彼はすべての出場者の後に、もう一度歌い直すことになった。結果としてサンレモ音楽祭との二冠優勝こそ果たせなかったものの、世界中の話題として知れ渡ることになった。イタリア国内で80万枚売上げただけにとどまらず、アメリカでも200万枚の大ヒット。ビルボード・ホット100の8月18日から5週間連続首位を記録することになった。

## 投票方式
前年同様、各国審査員は各10名。1人1票。集計結果は国際電話で伝えられた。この大会から、投票状況が公正に行われていることを視聴者に見せるために、スコアボード・パネル（得点掲示板）が登場。プレゼンターは各国からの報告数を復唱しながら、加算した。

## 結果
優勝はフランスのアンドレ・クラヴォー。フランスには、オランダを除く全ての国が投票。デンマークから9票、オーストリアから7票、イタリアから6票、その他の国から各1票を得た。

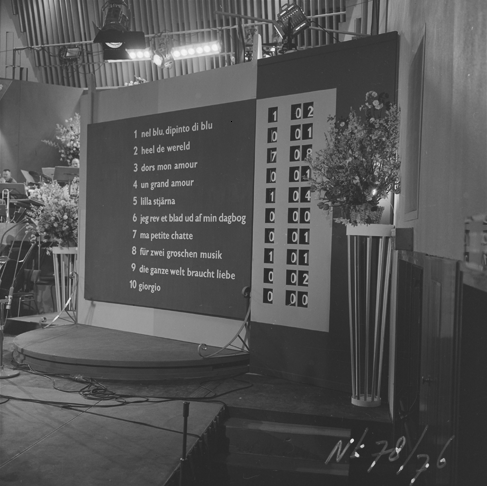
スコアボード

| 登場順 | 国名           | 言語                 | アーティスト名                            | 曲目                             | 順位 | 得点 |
| ------ | -------------- | -------------------- | ----------------------------------------- | -------------------------------- | ---- | ---- |
| 01     | イタリア       | イタリア語           | Domenico Modugno ドメニコ・モドゥーニョ   | "Nel blu dipinto di blu"         | 3    | 13   |
| 02     | オランダ       | オランダ語           | Corry Brokken コリー・ブロッケン          | Heel de wereld                   | 9    | 1    |
| 03     | フランス       | フランス語           | André Claveau アンドレ・クラヴォー        | Dors, mon amour                  | 1    | 27   |
| 04     | ルクセンブルク | フランス語           | Solange Berry ソランジュ・ベリー          | Un grand amour                   | 9    | 1    |
| 05     | スウェーデン   | スウェーデン語       | Alice Babs アリス・バブス                 | Lilla stjärna                    | 4    | 10   |
| 06     | デンマーク     | デンマーク語         | Raquel Rastenni ラクエル・ラステンニ      | Jeg rev et blad ud af min dagbog | 8    | 3    |
| 07     | ベルギー       | フランス語           | Fud Leclerc フド・ルクレール              | Ma petite chatte                 | 5    | 8    |
| 08     | 西ドイツ       | ドイツ語             | Margot Hielscher マーゴット・ヒールシャー | Für zwei Groschen Musik          | 7    | 5    |
| 09     | オーストリア   | ドイツ語             | Liane Augustin リアナ・アウグスティン     | Die ganze Welt braucht Liebe     | 5    | 8    |
| 10     | スイス         | ドイツ語、イタリア語 | Lys Assia リス・アシア                    | Giorgio                          | 2    | 24   |

## 得点表
|          |                | 審査員      | 審査員      | 審査員               | 審査員            | 審査員         | 審査員      | 審査員      | 審査員            | 審査員   | 審査員 | 審査員 |
| 合 計    | イ タ リ ア    | オ ラ ン ダ | フ ラ ン ス | ル ク セ ン ブ ル ク | ス ウ ェ 丨 デ ン | デ ン マ 丨 ク | ベ ル ギ 丨 | 西 ド イ ツ | オ 丨 ス ト リ ア | ス イ ス |        |        |
| -------- | -------------- | ----------- | ----------- | -------------------- | ----------------- | -------------- | ----------- | ----------- | ----------------- | -------- | ------ | ------ |
| 出 場 者 | イタリア       | 13          |             | 1                    | 1                 |                | 1           |             | 4                 | 4        | 1      | 1      |
| 出 場 者 | オランダ       | 1           |             |                      |                   |                |             |             |                   |          |        | 1      |
| 出 場 者 | フランス       | 27          | 6           |                      |                   | 1              | 1           | 9           | 1                 | 1        | 7      | 1      |
| 出 場 者 | ルクセンブルク | 1           |             |                      |                   |                |             |             |                   |          |        | 1      |
| 出 場 者 | スウェーデン   | 10          |             | 2                    |                   | 3              |             |             | 1                 |          | 1      | 3      |
| 出 場 者 | デンマーク     | 3           |             | 1                    | 1                 |                | 1           |             |                   |          |        |        |
| 出 場 者 | ベルギー       | 8           |             |                      |                   |                | 1           | 1           |                   | 5        |        | 1      |
| 出 場 者 | 西ドイツ       | 5           |             |                      | 2                 |                | 1           |             | 1                 |          | 1      |        |
| 出 場 者 | オーストリア   | 8           |             |                      | 3                 | 1              | 1           |             | 1                 |          |        | 2      |
| 出 場 者 | スイス         | 24          | 4           | 6                    | 3                 | 5              | 4           |             | 2                 |          |        |        |

## 歌詞
各曲の歌詞については以下を参照のこと